# Карукан
Карукан (яп. 軽羹) — традиционное японское лакомство с острова Кюсю.

## Рецептура

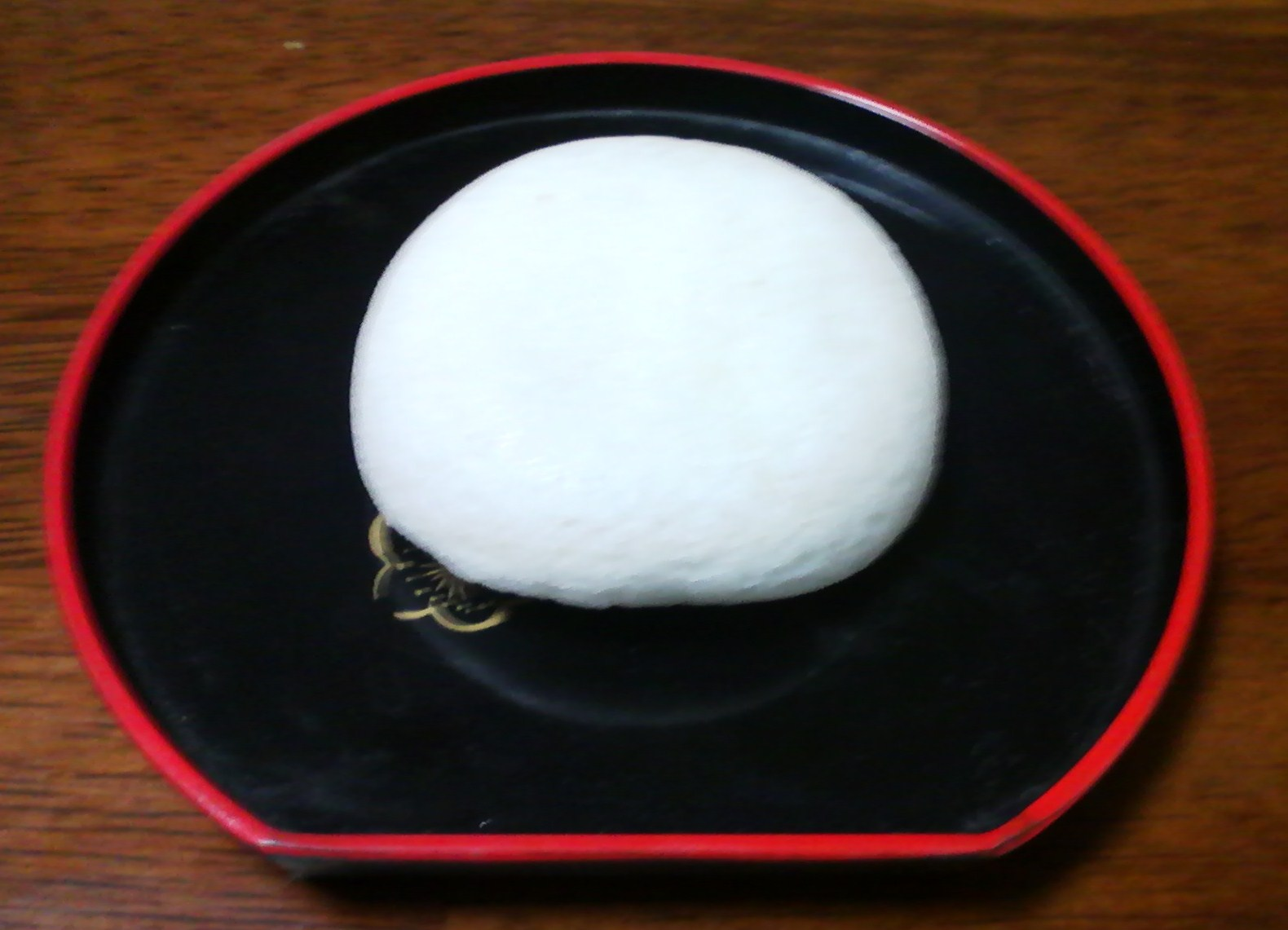
Карукан-мандзю.

В современной версии карукан изготавливается из рисовой муки, сахара и японского ямса (исторически могла использоваться также паста из красных бобов). В смесь добавляется вода, после чего её выпаривают. По консистенции продукт представляет собой эластичное белое пористое вещество.

## История
Считается, что карукан появился в эпоху правления клана Сацума в 1686—1715 годах, чему способствовало изобилие дикорастущего ямса, а также то, что в те годы сахар был относительно доступен — его завозили с островов Рюкю и Амами.
Согласно другой теории, карукан изобрёл в 1854 году кондитер, которого пригласил к себе Симадзу Нариакира, глава клана Сацума. Кондитер якобы создал свой рецепт по образцу фукурэгаси — парового пирожка с коричневым сахаром, который производился в те годы в той же местности.
В настоящее время карукан производится многими кондитерами Кагосимы и широко продаётся в префектурах Миядзаки, Фукуока, реже — в других частях Японии.